# Notazione Whyte

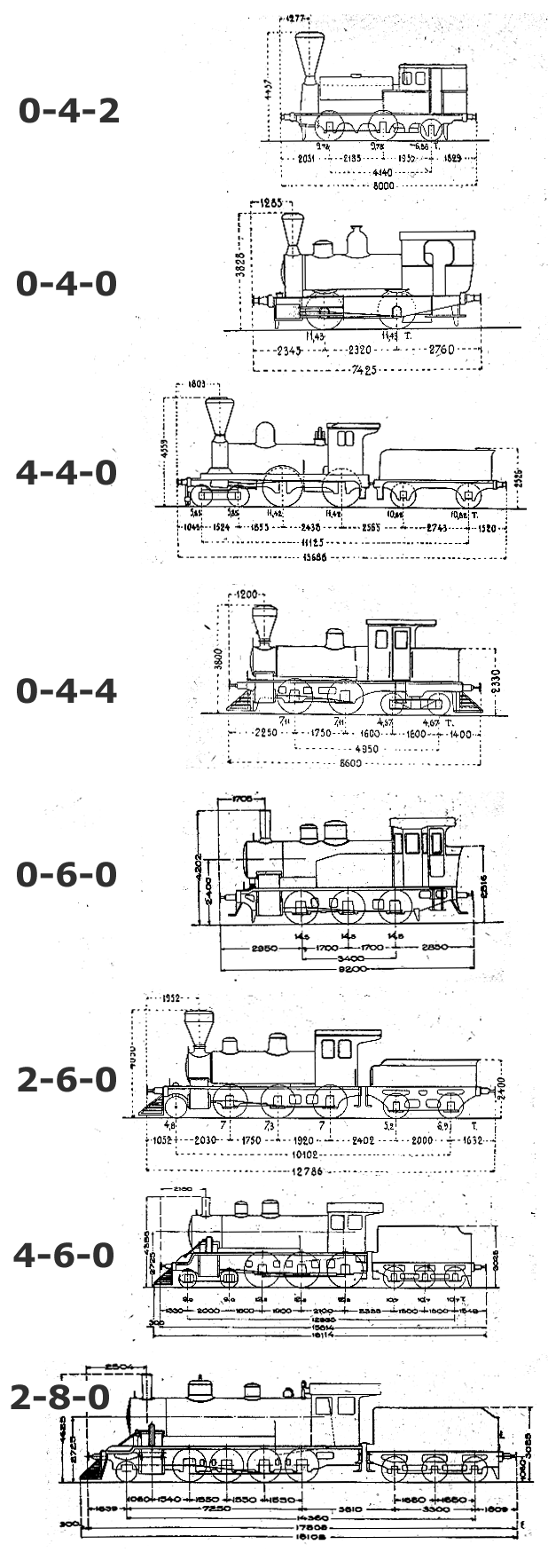
Selezione di locomotive del XX in accordo con la notazione Whyte e le dimensioni

La notazione Whyte è un sistema per descrivere il rodiggio di una locomotiva ideato da Frederick Methvan Whyte e divenuto in uso agli inizi del XX secolo, pubblicato per la prima volta sul American Engineer and Railroad Journal del dicembre 1900. La notazione conta le ruote direzionali, poi le ruote motrici, e infine le ruote di supporto posteriori non motrici, in gruppi separati da trattini. Altre classificazioni come la Classificazione UIC e la francese, turca e svizzera, contano gli assi anziché le ruote.

## Rodiggi comuni
| Rodiggio (la locomotiva è orientata da sinistra a destra) | Classificazione Whyte | Nome | Numero di unità prodotte |
| --------------------------------------------------------- | --------------------- | --- | ------------------------ |
|                                                           |                       | |                          |
| Locomotive normali                                        |                       | |                          |
|                                                           |                       | |                          |
|                                                           | 0-2-2                 | Northumbrian |                          |
|                                                           | 2-2-0                 | Planet |                          |
|                                                           | 2-2-2                 | Patentee, Single, Jenny Lind |                          |
|                                                           | 2-2-4T                | Aerolite |                          |
|                                                           | 4-2-0                 | Jervis |                          |
|                                                           | 4-2-2                 | Bicycle, Iron Duke, Single |                          |
|                                                           | 4-2-4T                | Huntington |                          |
|                                                           | 6-2-0                 | Crampton |                          |
|                                                           |                       | |                          |
|                                                           | 0-4-0                 | Four-coupled |                          |
|                                                           | 0-4-0+4               | Four-coupled usate sui motori ferroviari |                          |
|                                                           | 0-4-2                 | Olomana |                          |
|                                                           | 0-4-4T                | Forney |                          |
|                                                           | 2-4-0                 | Porter, 'Old English' |                          |
|                                                           | 2-4-2                 | Columbia |                          |
|                                                           | 2-4-4T                | Boston |                          |
|                                                           | 4-4-0                 | American eight-wheeler |                          |
|                                                           | 4-4-2                 | Atlantic |                          |
|                                                           | 4-4-4                 | Reading, Jubilee (Canada) |                          |
|                                                           |                       | |                          |
|                                                           | 0-3-0                 | (una ruota per asse; usata sulla Patiala State Monorail Trainways e la Listowel and Ballybunion Railway) |                          |
|                                                           | 0-6-0                 | Six-coupled, Bourbonnais (Francia), USRA 0-6-0 (Stati Uniti) |                          |
|                                                           | 0-6-2                 | Branchliner, Webb |                          |
|                                                           | 0-6-4                 | Forney six-coupled |                          |
|                                                           | 0-6-6                 | |                          |
|                                                           | 2-6-0                 | Mogul | 11.000                   |
|                                                           | 2-6-2                 | Prairie |                          |
|                                                           | 2-6-4                 | Adriatic |                          |
|                                                           | 2-6-6                 | Suburban |                          |
|                                                           | 4-6-0                 | Ten-wheeler (non britanniche) |                          |
|                                                           | 4-6-2                 | Pacific | 6.800                    |
|                                                           | 4-6-4                 | Hudson, Baltic |                          |
|                                                           | 4-6-6                 | Usato dalla Boston and Albany Railroad. |                          |
|                                                           |                       | |                          |
|                                                           | 0-8-0                 | Eight-coupled, USRA 0-8-0 (Stati Uniti) |                          |
|                                                           | 0-8-2                 | River Irt |                          |
|                                                           | 0-8-4T                | London |                          |
|                                                           | 2-8-0                 | Consolidation | 35.000                   |
|                                                           | 2-8-2                 | Mikado, Mike, MacArthur |                          |
|                                                           | 2-8-4                 | Berkshire, Kanawha |                          |
|                                                           | 2-8-6                 | Usato solo su quattro locomotive Mason Bogie |                          |
|                                                           | 4-8-0                 | Mastodon |                          |
|                                                           | 4-8-2                 | Mountain, Mohawk (NYC) |                          |
|                                                           | 4-8-4                 | Northern, Niagara, Confederation, Dixie, Greenbrier, Pocono, Potomac, Heavy Mountain (Atchison, Topeka, and Santa Fe), Golden State (Southern Pacific), Western, Laurentian (Delaware & Hudson Railroad), General, Wyoming (Lehigh Valley), Governor, Big Apple, GS Series "Daylight" (Southern Pacific) |                          |
|                                                           | 4-8-6                 | Proposto dalla Lima, mai realizzato |                          |
|                                                           | 6-8-6                 | Turbine | 1                        |
|                                                           |                       | |                          |
|                                                           | 0-10-0                | Ten-coupled, (rarely) Decapod |                          |
|                                                           | 0-10-2                | Union |                          |
|                                                           | 2-10-0                | Decapod, Russian Decapod |                          |
|                                                           | 2-10-2                | Santa Fe, Central, Decapod (solo dalla Southern Pacific) |                          |
|                                                           | 2-10-4                | Texas, Colorado (CB&Q), Selkirk (Canada) |                          |
|                                                           | 4-10-0                | Mastodon |                          |
|                                                           | 4-10-2                | Reid Tenwheeler, Southern Pacific, Overland |                          |
|                                                           |                       | |                          |
|                                                           | 0-12-0                | Twelve-coupled |                          |
|                                                           | 2-12-0                | Centipede |                          |
|                                                           | 2-12-2                | Javanic | 30                       |
|                                                           | 2-12-4                | Bulgaria | 20                       |
|                                                           | 2-12-6                | Proposto dalla Lima, mai realizzato |                          |
|                                                           | 4-12-2                | Union Pacific | 88                       |
|                                                           |                       | |                          |
|                                                           | 4-14-4                | AA20 | 1                        |
|                                                           |                       | |                          |
| Locomotive duplex                                         |                       | |                          |
|                                                           |                       | |                          |
|                                                           | 4-4-4-4               | (PRR T1) | 53                       |
|                                                           | 6-4-4-6               | (PRR S1) | 1                        |
|                                                           | 4-4-6-4               | (PRR Q2) | 26                       |
|                                                           | 4-6-4-4               | (PRR Q1) | 1                        |
|                                                           |                       | |                          |
| Locomotive articolate (a semplice e doppia espansione)    |                       | |                          |
|                                                           |                       | |                          |
|                                                           | 0-4-4-0               | Four Coupled Mallet |                          |
|                                                           | 2-4-4-0               | Vivarais | 5                        |
|                                                           | 0-4-4-2               | Swiss |                          |
|                                                           | 2-4-4-2               | Skookum |                          |
|                                                           | 4-4-6-2               | AT&SF | 2                        |
|                                                           | 0-6-6-0               | Erie |                          |
|                                                           | 2-6-6-0               | Mogul Mallet |                          |
|                                                           | 2-6-6-2               | Chesapeake | 1,300                    |
|                                                           | 2-6-6-4]              | Adriatic Mallet | 60                       |
|                                                           | 2-6-6-6               | Allegheny, Blue Ridge | 68                       |
|                                                           | 4-6-6-2               | (Southern Pacific AM-2) |                          |
|                                                           | 4-6-6-4               | Challenger | 252                      |
|                                                           |                       | |                          |
|                                                           | 2-6-8-0               | (Southern Railway, Great Northern Railway) | 39                       |
|                                                           |                       | |                          |
|                                                           | 0-8-8-0               | Angus |                          |
|                                                           | 2-8-8-0               | Bull Moose |                          |
|                                                           | 2-8-8-2               | Mikado Mallet | 222                      |
|                                                           | 2-8-8-4               | Yellowstone | 78                       |
|                                                           | 4-8-8-2               | Mountain Mallet | 195                      |
|                                                           | 4-8-8-4               | Big Boy | 25                       |
|                                                           |                       | |                          |
|                                                           | 2-10-10-2             | (Santa Fe and Virginian railroads) | 20                       |
|                                                           |                       | |                          |
|                                                           | 2-8-8-8-2             | Triplex (Erie RR) | 3                        |
|                                                           | 2-8-8-8-4             | Triplex (Virginian RR) | 1                        |
|                                                           |                       | |                          |
| Locomotive articolate Garratt                             |                       | |                          |
|                                                           |                       | |                          |
|                                                           | 0-4-0+0-4-0           | Double Four Coupled |                          |
|                                                           | 0-6-0+0-6-0           | Double Six Coupled |                          |
|                                                           | 2-4-0+0-4-2           | Double Porter |                          |
|                                                           | 2-4-2+2-4-2           | Double Columbia |                          |
|                                                           | 2-6-0+0-6-2           | Double Mogul |                          |
|                                                           | 2-6-2+2-6-2           | Double Prairie |                          |
|                                                           | 2-8-0+0-8-2           | Double Consolidation |                          |
|                                                           | 2-8-2+2-8-2           | Double Mikado |                          |
|                                                           | 4-4-2+2-4-4           | Double Atlantic |                          |
|                                                           | 4-6-0+0-6-4           | Mogyana |                          |
|                                                           | 4-6-2+2-6-4           | Double Pacific |                          |
|                                                           | 4-6-4+4-6-4           | Double Baltic, Double Hudson |                          |
|                                                           | 4-8-0+0-8-4           | Double Mastodon |                          |
|                                                           | 4-8-2+2-8-4           | Double Mountain |                          |
|                                                           | 4-8-4+4-8-4           | Double Northern |                          |